# آنتیگوآ و باربودا در المپیک تابستانی ۲۰۲۴
کاروان المپیکی آنتیگوا و باربودا  متشکل از ۵ ورزشکار در بازی‌های المپیک تابستانی ۲۰۲۴ شرکت کرد. این مسابقات از ۲۶ ژوئیه تا ۱۱ آگوست ۲۰۲۴ (۵ تا ۲۱ امرداد ۱۴۰۳ خورشیدی) به میزبانی پاریس، پایتخت فرانسه برگزار شد.  این حضور، دوازدهمین حضور رسمی ورزشکارانی از آنتیگوا و باربودا در بازی‌های المپیک تابستانی بود. آنها به‌جز در المپیک سال ۱۹۸۰ که این کشور در آن سال به تحریم المپیک به رهبری آمریکا پیوست در تمام ادوار اخیر المپیک شرکت کرده‌است.
تیم آنتیگوا و باربودا متشکل از پنج ورزشکار در سه رشته ورزشی بود. دونده سجه گرین پرچمدار مراسم افتتاحیه کشور بود. ورزشکاران این کشور هیچگاه موفق نشده‌اند تا مدالی را در المپیک بدست آورند. بدین ترتیب این کشور یکی از کشورهایی‌ست که هیچگاه موفق به کسب مدال نشده است. این روند همچنان در المپیک پاریس نیز ادامه داشت و آنها همچنان در کسب مدال ناکام‌اند.

## شرکت‌کنندگان
ورزشکاران این کشور در رشته‌های زیر به رقابت پرداختند.
| ورزش        | مردان | زنان | جمع |
| ----------- | ----- | ---- | --- |
| دو و میدانی | ۱     | ۱    | ۲   |
| قایقرانی    | ۱     | ۰    | ۱   |
| شنا         | ۱     | ۱    | ۲   |
| جمع         | ۳     | ۲    | ۵   |

## دو و میدانی
کلید
- Note–رتبه هایی که برای رویدادهای پیست داده می شود فقط در حد گرمای ورزشکار است
- Q = به دور بعد راه یافت
- q = واجد شرایط برای دور بعدی به عنوان سریعترین بازنده "یا"، در مسابقات میدانی، بر اساس موقعیت بدون دستیابی به هدف مقدماتی
- NR = رکورد ملی
- N/A = دور برای رویداد قابل اجرا نیست
- Bye = ورزشکار در این دور از مسابقات در استراحت به سر میبرد

دو ورزشکار دو و میدانی از آنتیگوا و باربودا توانستند حد نیاز ورود به المپیک پاریس ۲۰۲۴، را به روش‌های گوناگون ( یا با گذراندن علامت مقدماتی مستقیم (یا زمان مسابقات دو و میدانی) و یا با رتبه جهانی) به‌دست آورند. این ورزشکاران، در رویدادهای زیر (حداکثر هر کدام ۳ ورزشکار) به رقابت پرداختند:
رویدادهای مسیر و جاده
| ورزشکار   | رویداد        | مقدماتی | مقدماتی | نیمه‌نهایی   | نیمه‌نهایی   | نهایی       | نهایی       |
| ورزشکار   | رویداد        | نتیجه   | رتبه    | نتیجه       | رتبه        | نتیجه       | رتبه        |
| --------- | ------------- | ------- | ------- | ----------- | ----------- | ----------- | ----------- |
| سجه گرین  | ۱۰۰ متر مردان | ۱۰٫۱۷   | ۴       | پیشروی نکرد | پیشروی نکرد | پیشروی نکرد | پیشروی نکرد |
| جولا لوید | ۱۰۰ متر زنان  | ۱۱٫۳۷   | ۵       | پیشروی نکرد | پیشروی نکرد | پیشروی نکرد | پیشروی نکرد |

## قایقرانی
قایقرانان آنتیگوا و باربودا از طریق بازی های پان آمریکن ۲۰۲۳ در سانتیاگو ، شیلی، جواز حضور در هر یک از کلاس‌های زیر در المپیک ۲۰۲۴ پاریس را کسب کردند.
رویدادهای حذفی
| ورزشکار      | رویداد               | مسابقه | مسابقه | مسابقه | مسابقه | مسابقه | مسابقه | مسابقه | مسابقه | مسابقه | مسابقه | مسابقه | مسابقه | مسابقه | مسابقه | مسابقه | مسابقه | مسابقه      | مسابقه      | مسابقه      | مسابقه      | مسابقه      | مسابقه      | مسابقه      | مسابقه      | مسابقه      | رتبه نهایی |
| ورزشکار      | رویداد               | 1      | 2      | 3      | 4      | 5      | 6      | 7      | 8      | 9      | 10     | 11     | 12     | QF     | SF1    | SF2    | SF3    | SF4         | SF5         | SF6         | F1          | F2          | F3          | F4          | F5          | F6          | رتبه نهایی |
| ------------ | -------------------- | ------ | ------ | ------ | ------ | ------ | ------ | ------ | ------ | ------ | ------ | ------ | ------ | ------ | ------ | ------ | ------ | ----------- | ----------- | ----------- | ----------- | ----------- | ----------- | ----------- | ----------- | ----------- | ---------- |
| تایگر تایسون | بادبانی فرمول مردانه | ۱۶     | ۱۹     | ۱۹     | ۱۷     | ۹      | ۱۸     | ۹      | لغو شد | لغو شد | لغو شد | لغو شد | لغو شد | لغو شد | لغو شد | لغو شد | لغو شد | پیشروی نکرد | پیشروی نکرد | پیشروی نکرد | پیشروی نکرد | پیشروی نکرد | پیشروی نکرد | پیشروی نکرد | پیشروی نکرد | پیشروی نکرد | ۱۷         |

M = مسابقه مدال; EL = حذف شد - به دور بعد مسابقه مدال صعود نکرد

## شنا
دو شناگر از آنتیگوا و باربودا جواز حضور در رقابت‌های شنای المپیک ۲۰۲۴ پاریس را کسب کردند.
| ورزشکار     | رویداد                | مقدماتی | مقدماتی | نیمه‌نهایی   | نیمه‌نهایی   | نهایی       | نهایی       |
| ورزشکار     | رویداد                | زمان    | رتبه    | زمان        | رتبه        | زمان        | رتبه        |
| ----------- | --------------------- | ------- | ------- | ----------- | ----------- | ----------- | ----------- |
| جیدون ویلیز | ۱۰۰ متر قورباغه مردان | ۱:۰۲٫۷۰ | ۲۶      | پیشروی نکرد | پیشروی نکرد | پیشروی نکرد | پیشروی نکرد |
| الی شاو     | ۱۰۰ متر قورباغه زنان  | ۱:۱۴٫۷۸ | ۳۵      | پیشروی نکرد | پیشروی نکرد | پیشروی نکرد | پیشروی نکرد |